# Elmer Iseler Singers
Die Elmer Iseler Singers sind ein professioneller Chor aus Toronto (Kanada), der 1979 von Elmer Iseler gegründet wurde.
Der Chor besteht aus zwanzig Sängern und wird von Lydia Adams geleitet. Seine internationale Reputation hat er durch zahlreiche Auftritte in Konzerten und auf Festivals sowie durch Rundfunk- und Fernsehsendungen gewonnen. Sein Repertoire besteht aus Chormusik aus fünf Jahrhunderten. Er führt regelmäßig Werke zeitgenössischer Komponisten (z. B. Peter-Anthony Togni) auf und arbeitet eng mit ihnen zusammen. 
Die Sänger sind durch ihre Mitwirkung in Workshops und in Meisterklassen sehr geschätzt. Von 1997 bis 2007 war EIS der Choir-In-Residence der musikalischen Fakultät der University of Toronto. Der Chor blickt auf eine intensive Studiotätigkeit mit über fünfzig Aufnahmen zurück, die für viele Chöre und Dirigenten als Richtschnur für ihr Repertoire gelten. Mit seinem pädagogischen Konzept Get Music, das 2007 gestartet wurde, unterstützt der Chor in Symposia und Workshops Schulen und Chöre in der musikalischen Ausbildung. 

## Diskografie (Auswahl)
- Lamentations of Jeremiah, by Peter Togni
- The Tokaido, The Choral Music of Harry Freedman
- People of Faith, Canadian Brass feat. Elmer Iseler Singers
- Sing all ye joyful, Music of Ruth Watson Henderson